# Life in a Day (álbum de Simple Minds)
Life In A Day es el álbum debut de la banda de rock Simple Minds, grabada entre 1978 y 1979 y realizada en marzo de ese último año. El disco comprende canciones con influencias de punk, new wave y glam rock, aunque cada canción define a cada estilo y otros combinan nada o poco esos géneros. Tiene definitivamente sonidos muy diferentes a sus posteriores etapas exitosas en los años 1980. Llegó al puesto número 30 en Gran Bretaña. De allí la canción homónima y Chelsea Girl fueron sacadas como sencillos.

## Lista de canciones
1. Someone - 3:43
2. Life In A Day - 4:06
3. Sad Affair - 2:46
4. All For You - 2:51
5. Pleasantly Disturbed - 7:59
6. No Cure - 3:35
7. Chelsea Girl - 4:35
8. Wasteland - 3:46
9. Destiny - 3:39
10. Murder Story - 6:18

## Personal

### Miembros de la banda
- Jim Kerr: voz principal y coros
- Charlie Burchill: guitarra eléctrica, violin y coros
- Michael McNeil: sintetizadores, piano eléctrico, organo y coros
- Derek Forbes: bajo y coros
- Brian McGee: batería, pandereta y coros

### Personal adicional
- John Leckie: productor, ingeniero y arreglos
- George Chambers: operador de cinta
- Carole Moss: fotografía de portada y diseño
- Bruce Findlay: solo de sintetizador (sin acreditar) ("All for You")

- Datos: Q1824465